# В полночь
В полночь — рассказ Эвалда Вилкса. По мнению критика Мартыня Пойша, своеобразная вершина его творчества.

## Сюжет
В гости к автору приезжает старая знакомая по имени Вэстуре, которую он не видел с самой своей молодости. Автор рассказывает ей историю, которую он услышал в Валке и которая не выходит у него из головы. Вэстуре поднимает из мёртвых обоих главных участников истории и, к удивлению автора, выясняет подробности этих событий.
Хутору Леяспаукас требовался пастух и крестьянин Оскар Круклис ещё до начала войны нанял еврейского мальчика Хаима Цимбала. С началом войны и приходом немецких оккупантов на территорию Латвии по округе было дано распоряжение: Всех евреев передать властям, за укрывательство — расстрел. Круклис выпрашивает разрешение продержать мальчика до осени для выполнения им работ в качестве пастуха. С наступлением осени хозяин присваивает зарплату мальчика себе, запрягает лошадь и везёт Хаима в Валку на расстрел по распоряжению немецких властей (самому мальчику Круклис сообщает, что повезёт его в приют). После этих событий Круклис, раскаявшись, проклинает свою жизнь, свой дом и свою землю. Полностью отчаявшись, Круклис идёт на опушку берёзового леса и вешается. Его жена Элза бегает по округе и ищет его вместе с детьми. Наконец она добирается до опушки и видит повешенного Круклиса, аккуратно кладет младенца рядом в мох, берёт валявшийся неподалёку кол и начинает бить мёртвое тело мужа, восклицая:На кого ты нас бросил ?…Как теперь мы будем жить ?…Почему о нас не подумал ?. Поломав кол, Элза не остановилась и, теряя силы, продолжила бить мужа голыми кулаками.

## Персонажи
- Вэстуре
- Оскар Круклис — крестьянин, хозяин хутора «Леяспаукас»
- Хаим (Янкель) Цимбал — еврейский мальчик

## Художественные особенности

### Структура рассказа
По мнению критика Мартыня Пойша структура рассказа схожа с молекулой сложного органического вещества и представляет собой три проблемно-тематических и композиционных круга: внешний, внутренний и в самом центре — эпизод, который поясняет все предыдущие повествования и возвышает понятие ответственности до уровня обобщения.
Внешний круг: Автор и Вэстуре (История)
В целом данный круг воплощает в себе символические образы Автора и Истории (стоит отметить, что используемое в рассказе женское имя Вэстуре (Vēsture) с латышского переводится как «История»). При этом Вэстуре выступает в роли своеобразного судьи, который даёт людям и событиям обобщённую и бесстрастно-объективную оценку, а в случае необходимости оживляет умерших для получения информации, уточняет и разъясняет для них вопросы Автора.Автор же одновременно исполняет обязанности и прокурора и следователя: он ведёт дознание, а также выражает своё негодование по поводу того, как главный герой Оскар Круклис так нравственно пал. Связь между Автором и Вэстуре устанавливается на основании того, что когда-то в давнем прошлом они были молоды (им было по 18 лет) и они любили друг друга. Но в гости к автору приходит совсем другая женщина — пожилая, с резким, пронизывающим взглядом, настрадавшаяся от войны, преступлений и мук. В данном круге Эвалд Вилкс использует принцип взгляда своей судьбе (которая выражается в образе Вэстуре) прямо в глаза, в одиночку, в ходе чего разрешаются все великие истины.
Внутренний круг: Оскар Круклис и Хаим Цимбал
В такие же отношения, которые обозначены в первом круге, поставлены главные лица внутреннего круга — латышский крестьянин Оскар Круклис и еврейский мальчик Хаим Цимбал. Оба главных персонажа уже мертвы, что даёт им право говорить объективно, спокойно, без обид и обвинений, и поэтому такие особенности повествования как полночь и разговор с глазу на глаз выбраны Вилксом для того, чтобы ни одна из сторон не имела преимуществ, чтобы Круклису и Цимбалу ничего не пришлось между собой делить, чтобы предельно объективно восстановить прошлые события — кажущаяся простота этой истории, скрытая чудовищной обыденностью.
Касаясь особенностей описания внутреннего круга Мартынь Пойш отмечает, что он писан самыми обыденными красками и тонами. Однако в самом начале круга, в сцене когда пастух возникает из ниоткуда, появляется своеобразное свечение, выделяющее на светлом фоне силуэты персонажей и придающее отдельным частям их тела некую выпуклость. Остальное, в полутьме, отходит на второй план, а оказавшееся на свету приковывают внимание. Эти детали концентрируют в себе весь тот ужас ранее совершённого преступления и показывают читателю, что персонажи пришли из другого мира. Особое место среди этих деталей занимает рельефность фигуры Круклиса, выражающаяся в упоминаний о широких скулах и подбородке, а также крупный план его руки — …увесистая, с толстыми пальцами, а под ногтями, искромсанными, жёсткими, чернела грязь. Это позволяет сделать вывод о том, что Круклис является рабочим человеком, не очень зажиточным, но всю свою жизнь отдавшим хозяйству и хутору, своим 10 гектарам земли, которые являются для него величайшей ценностью. В дальнейшем в ходе рассказа и расспросов Круклиса выясняется, что он является чёрствым, корыстным и жестоким человеком. Но тем не менее в нём всё-таки порой проступают черты человечности по отношению к загубленному им мальчику. Также Вилкс не раз обращает внимание зрителя на уже указанную руку Круклиса — в ходе расспросов Круклис сжимает пальцы, а вот уже распрямить их у него не получается:Судорожно сжатые пальцы по сей день хранят тепло ручонки Хаима Цимбала, тепло это жжёт, будто у него в пригоршне горячие угли, и пальцы никак не хотят разгибаться.
Центральный круг: Самоубийство Круклиса
Центральный круг в строгой взаимозависимости подчиняет себе конфронтацию первого и второго кругов — контраст между индивидуальными человеческими судьбами хозяина и пастуха, с одной стороны, и исторической действительностью, людской совестью, провозглашением автора, — с другойи завершает собой развернувшиеся в прошлых кругах события. С первого взгляда читателю может показаться, что Оскар Круклис сам приговорил себя к высшей мере наказания и сам же исполнил этот приговор. Однако Вилкс считает иначе, и настоящее наказание ещё впереди, а приведёт его в исполнение самый близкий для Круклиса человек — его жена и мать его детей Элза.Если бы мёртвый Круклис очнулся и смог бы наблюдать действия его жены, как отмечает Мартынь Пойш, он снова бы повесился от боли и мук, заключённых в этой сцене. В итоге писатель, глубоко прочувствовав сцену и проявив в ней проницательность и принципиальность художника, приговорил Круклиса в совершении тройного преступления: против Янкеля, против Эдвина и против ответственности, от сурового суда, которого он избежал совершив самоубийство.